# Скаты-гургесиеллы
Скаты-гургесиелы (лат. Gurgesiella) — род скатов семейства ромбовых отряда скатообразных. Это хрящевые рыбы, ведущие донный образ жизни, с крупными, уплощёнными грудными плавниками в форме ромба и округлым рылом. На вентральной стороне диска расположены 5 жаберных щелей, ноздри и рот. Хвост длинный и тонкий. Достигают длины 53 см. Эти скаты обитают в Атлантическом и Тихом океане. Встречаются на глубине до 800 м при температуре от 6,41 °C до 11,55 °C. Размножаются, откладывая яйца, заключённые в прочную роговую капсулу с выступами по углам.

## Классификация
В настоящее время к семейству относят 3 вида:
- Gurgesiella atlantica (Bigelow & Schroeder, 1962) — Атлантический скат-гургесиелла
- Gurgesiella dorsalifera McEachran & Compagno, 1980
- Gurgesiella furvescens - de Buen, 1959